# 基爾塔爾山脈

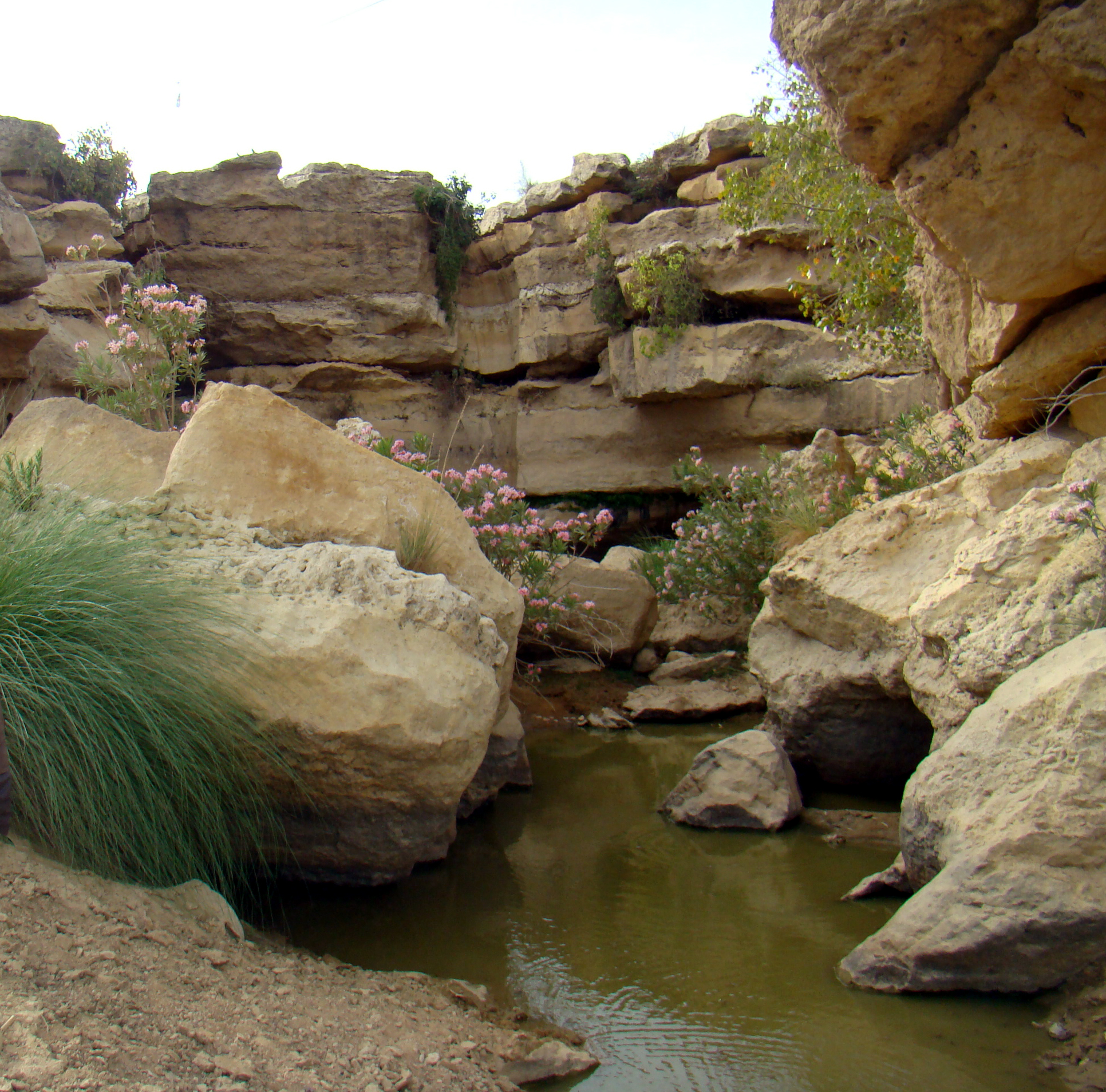

基爾塔爾山脈是巴基斯坦的山脈，位於俾路支省和信德省，屬於伊朗高原的一部分，全長約300公里，最高點海拔高度2,237米，山體由砂岩和石炭岩組成。

## 外部連結
- Photos from Kirthar at offroadpakistan.com （页面存档备份，存于）